# Milan Slimáček
Milan Slimáček (* 20. září 1936, Brno) je hudební skladatel, hudební režisér a pedagog.

## Životopis
Jeho otcem byl varhaník, sbormistr a rovněž pedagog hudebních škol a konzervatoře Josef Slimáček (1913–1973). Právě na brněnské konzervatoři studoval i Milan Slimáček, a to nejprve varhany pod vedením Josefa Pukla, posléze přešel na kompozici u Františka Suchého a dirigování u Bohumíra Lišky. Po krátkém působení v Českém filharmonickém sboru v Praze pokračoval ve studiu kompozice v letech 1959–1963 na Vysoké škole múzických umění v Bratislavě, kde byl jeho pedagogem Alexander Moyzes; vedle Moyzese ho na VŠMU ovlivnil také Eugen Suchoň. Slimáček se následně vrátil do rodného Brna a v letech 1963–1971 zde pracoval jako pedagog konzervatoře, jako hudební režisér Československé televize (1971–1989) a nakonec jako pedagog Divadelní fakulty Janáčkovy akademie (1989–1997). Byl zván také hudební režisér do rozhlasu a k natáčení gramodesek. Vystupoval rovněž jako zpěvák (baryton) sólově a i jako člen sboru. Dále byl vyhledávaným improvizátorem na klavír a na varhany. Komponoval od mládí, kromě opery vytvořil hudební díla všech forem od symfonických po komorní, hlavně klavírní, varhanní,
 také vokální, sólové písně, sbory, včetně dětských.
Slimáčkovy skladby zazněly na Slovensku, v Rakousku, Německu, Slovinsku, Polsku a Itálii. Je členem Společnosti bratří Čapků a Klubu moravských skladatelů.

## Výběr z tvorby

#### Orchestrální skladby
- Serenáda pro smyčcové nástroje (1966)
- Suita pro smyčce, čtyři lesní rohy, harfu a tympány (1967)
- Invence pro symfonický orchestr (1968)
- Sonáta pro hoboj a smyčcové nástroje (1983)
- Fresky pro orchestr (1984)
- Symfonické scherzo (1987)
- Koncert pro klavír a smyčcový orchestr (1988)
- Symfonický triptych (2005)
- Smyčcová serenáda č. 2 (2006)

#### Vokální skladby
- Tři ženské sbory na slova Františka Branislava (1963)
- Variace pro smíšený sbor (1970)
- Čtyři dětské sbory na slova Jana Čarka (1970)
- Žertovný sonet. Mužský sbor na slova Josefa Kainara (1977)
- Notečky. Ženské sbory na slova Oldřicha Mikuláška (1980)
- Žiji svou smrtí. Komorní kantáta na Michelangelovy texty pro tenor, recitátora, flétnu, hoboj, violoncello a klavír (1990)
- Zpěvy o Pánu. Písně pro soprán a varhany na slova středověkých a barokních básníků (1994)
- Missa brevis pro sóla, smíšený sbor a varhany (1992)
- Zpívání o zvířátkách. Dětské sbory s průvodem klavíru na slova Jana Skácela (1992)
- Tria cantica sacra. Smíšené sbory na liturgické texty (1999)
- Tři písně pro baryton a klavír na slova Bohuslava Reynka (2000)
- Zpěvy podzimu. Písně pro soprán a klavír na slova Bohuslava Reynka (2001)
- Koulej se, sluníčko, kutálej. Dětské sbory s průvodem klavíru na slova Zdeňka Kriebela (2002)
- Rozmarné písničky. Dětské sbory s průvodem klavíru na slova Emanuela Frynty (2004)
- Písně vánoční. Cyklus koled (2005)
- Jedna, dvě, tři, čtyři, pět. Dětské sbory s průvodem klavíru na slova Ivana Blatného (2005)

#### Komorní skladby
- Smyčcový kvartet č. 1 (1965)
- Divertimento pro čtyři lesní rohy (1970)
- Smyčcový kvartet č. 2 (1973)
- Preludia pro flétnu a kytaru (1979)
- Tre episodi pro flétnu, hoboj, violoncello, klavír (1979)
- Variace na téma Jakuba Jana Ryby pro flétnu, hoboj, violoncello, klavír (1980)
- Suita pro dechové kvinteto (1981)
- Sonatina pro housle a klavír (1986)
- Smyčcový kvartet č. 3 (1988)
- Scherzo pro dvě flétny a klavír (1991)
- Tre pezzi per tre pro flétnu, bicí, klavír (1991)
- Čtyři miniatury pro flétnu a klavír (1991)
- Sonatina pro flétnu a klavír (1992)
- Scherzo burlesco pro dřevěné a žesťové nástroje (1993)
- Sonáta pro violoncello a klavír (1997)
- Musica per clarinetto, fagotto e pianoforte (1997)
- Sonatina pro hoboj a klavír (1999)
- Tři věty pro violu a klavír (2001)
- Smyčcové trio (2003)
- Trio pro housle, klarinet a klavír (2003)
- Bagately pro klarinet a klavír (2003)
- Arabesky pro klarinet a klavír (2004)
- Akvarely pro flétnu a klavír (2005)
- Dialogy pro flétnu a violu (2005)
- Duettina pro klarinet a fagot (2005)
- Smyčcový kvartet č. 4 (2005)
- Druhý dechový kvintet (2006)

#### Sólové skladby pro varhany
- Preludium, air a toccata pro varhany (1988)
- Slavnostní pochod pro varhany (1992)
- Impromptu pro varhany (2004)
- Toccata giocosa pro varhany (2005)
- Fantazie na téma B-A-C-H pro varhany (2005)
- Scherzo pro varhany (2005)

#### Sólové skladby pro klavír
- Malé klavírní variace (1990)
- Malá suita pro klavír (1991)
- Lyrická preludia pro klavír (2004)
- Invence pro klavír (2005)
- Na bílých a černých pro klavír (2005)

#### Hudba scénická
- Strýčkův sen. Hraný film (1971)
- Legenda o živých a mrtvých [společně s Pavlem Blatným]. Třídílný hraný film (1971)
- Hnízdo [společně s Pavlem Blatným]. Hraný film (1976)
- Pohádka. Loutkový film (1977)
- Já se tam vrátím. Dokumentární film (1980)
- Zbabělec. Hraný film (1981)
- Dlouhý, Široký, Bystrozraký. Hudba k pohádkové činohře (1984)
- Princezna Písnička. Dětský pohádkový muzikál na libreto Františka Zacharníka (1984)
- Čtyři na sněhu. Hraný film (1983)
- Na dvoře a na zápraží. Cyklus devíti večerníčků (1985)
- Via lucis. Filmový triptych (I. Via mundi – Etudy, II. Via cordis – Fuga, III. Via crucis – Sonáta) o životě J. A. Komenského. Režie Vladimír Suchánek (1992)